# Клачина
Клачина (пол. Kłaczyna, нім. Kauder) — село в Польщі, у гміні Добромеж Свідницького повіту Нижньосілезького воєводства.
Населення — 605 осіб (2011).
У 1975-1998 роках село належало до Валбжиського воєводства.

## Демографія
Демографічна структура станом на 31 березня 2011 року:
|          | Загалом | Допрацездатний вік | Працездатний вік | Постпрацездатний вік |
| -------- | ------- | ------------------ | ---------------- | -------------------- |
| Чоловіки | 308     | 64                 | 214              | 30                   |
| Жінки    | 297     | 45                 | 185              | 67                   |
| Разом    | 605     | 109                | 399              | 97                   |